# Nadace české bijáky
Nadace české bijáky je česká soukromá nezisková organizace, která vznikla v roce 2012. Jejím cílem je shromažďování finančních prostředků na restaurování starých českých a československých filmů.

## Založení a poslání nadace
Nadace české bijáky vznikla v roce 2012. Jejím posláním je shromažďovat finanční prostředky na restaurování největších klenotů české a československé kinematografie, a tak je uchovávat pro další generace filmových fanoušků. Na záchranu klenotů českého a československého filmu získává nadace finance ze soukromých příspěvků a prostřednictvím veřejných sbírek, kdy sami diváci mohou průběžně přispívat na digitální restaurování. 

## Realizované projekty
Za dobu svého působení přispěla Nadace české bijáky na proces digitálního restaurování zlatého fondu české kinematografie více než osmi miliony korun. Na svém kontě má restaurování Formanovy komedie Hoří, má panenko, snímku Vojtěcha Jasného Všichni dobří rodáci, filmu Jiřího Menzela, oceněného Cenou Akademie, Ostře sledované vlaky, kultovního Intimního osvětlení Ivana Passera a dalšího oscarového filmu Obchod na korze režisérského tandemu Ján Kadár a Elmar Klos. Všechny tyto filmy byly v rámci společného tzv. Karlovarského projektu slavnostně uvedeny za účasti autorů na MFF KV. V roce 2014 vznikl další projekt Čistíme svět fantazie. Vedle Nadace se na něm podílí Česká televize a Muzeum Karla Zemana. Projekt si klade za cíl digitálně zrestaurovat tři filmy Karla Zemana, a tak se ještě v roce 2015 filmoví diváci ve Varech dočkali premiéry digitálně zrestaurovaného Vynálezu zkázy a o rok později pak ve Zlíně Zemanova Barona Prášila. Nyní Nadace pracuje na digitálním restaurování Cesty do pravěku.

## Ocenění
Systematické činnosti Nadace české bijáky se dostalo i oficiálního uznání. V roce 2015 získala za Sbírkový počin roku - Veřejná sbírka k projektu Čistíme svět fantazie 2. místo na Dárcovském summitu, který pořádalo Fórum dárců. V roce 2016 byl projekt Čistíme svět fantazie nominován Českou filmovou a televizní akademií na Českého lva za Mimořádný počin v oblasti audiovize. 
V roce 2017 pak byly oceněny restaurátorské práce na snímku Karla Zemana Baron Prášil (1961), když Home Cinema Choice Magazine označil jeho obnovenou verzi nejlepším zrestaurovaným titulem roku 2017  a vydaný bluray s tímto filmem se umístil na 6. místě v top ten blurayů za rok 2017 na prestižním globálním serveru DVD Beaver . 